# Ricardo Álvarez-Espejo García
Ricardo Álvarez-Espejo García (Madrid, 11 de desembre de 1953) és un militar espanyol, actualment en la reserva, que fou Inspector General de l'Exèrcit de Terra de 2013 a 2017.
Ingressà a l'Acadèmia General Militar el 14 de juliol de 1972. Ha estat destinat a l'Escola d'Estat Major, a la Bandera Paracaigudista Ortiz de Zárate i al Regiment d'Infanteria Mecanitzada "Asturias" n. 31. Del març de 2007 a 2010 fou cap de la Brigada «Guzmán el Bueno» X, amb base a Cerro Muriano, i amb la que va participar en missions a Kosovo i al Líban. En 2010 fou ascendit a general de divisió i cap de la direcció d'Acasernament de la Inspecció General de l'Exèrcit. El 10 de setembre va prendre possessió del càrrec d'Inspector General de l'Exèrcit de Terra. El seu mandat va coincidir amb l'augment del procés independentista català i un fort rebuig popular a la presència de l'Exèrcit espanyol a Catalunya i la seva expulsió del Saló d'Ensenyament per l'alcaldessa de Barcelona Ada Colau, però sempre va mantenir una posició "neutra". Va ocupar el càrrec fins l'1 de març de 2017, quan va passar a la reserva.